# Psydrax kingii
Psydrax kingii är en måreväxtart som först beskrevs av Joseph Dalton Hooker, och fick sitt nu gällande namn av Diane Mary Bridson och Springate. Psydrax kingii ingår i släktet Psydrax och familjen måreväxter. Inga underarter finns listade i Catalogue of Life.